# Liste der Bodendenkmale in der Samtgemeinde Werlte
In der Liste der Bodendenkmale in der Samtgemeinde Werlte sind die Bodendenkmale der niedersächsischen Samtgemeinde Werlte aufgeführt. Die Quelle ist der Denkmalatlas Niedersachsen.
- Bitte beachten Sie, dass diese Liste keinen Anspruch auf Vollständigkeit erhebt.
- Die Angaben ersetzen nicht die rechtsverbindliche Auskunft der zuständigen Denkmalschutzbehörde.
- Es sind nur Daten aus dem Denkmalatlas verarbeitet.
- Der Stand der Liste ist der 31. März 2025.

Samtgemeinde Werlte im Landkreis Emsland

## Allgemein
In den Spalten finden sich folgende Informationen des Bodendenkmales:
| Lage         | geographische Koordinaten                                                           |
| Bezeichnung  | Bezeichnung lt. Denkmalatlas                                                        |
| Beschreibung | Beschreibung lt. Denkmalatlas                                                       |
| ID           | Objekt-ID                                                                           |
| Bild         | Bild, ggf. zusätzlich mit Link zu weiteren Fotos im Medienarchiv Wikimedia Commons. |

## Lahn
| Lage                        | Bezeichnung           | Beschreibung | ID       | Bild           |
| --------------------------- | --------------------- | --- | -------- | -------------- |
| 52° 49′ 29″ N, 7° 37′ 58″ O | Lahn 1, Großsteingrab | Ernst Sprockhoff beschreibt in seinem Atlas zur Megalithkultur Deutschlands aus dem Jahre 1975 das Großsteingrab wie folgt: „Nahezu völlig zerstörtes Grab. In einem länglichen, ostwestlich liegenden Hügel, dessen Maße nicht zu ermitteln sind, lag eine etwa 12 m lange Steinkammer. Von ihr sind zwei Träger der Schmalseiten in situ vorhanden, die 2 m auseinanderstehen. Außerdem ist ein Deckstein erhalten.“ Die Anlage entspricht auch heute noch dieser Beschreibung. | 28961814 | Weitere Bilder |
| 52° 49′ 29″ N, 7° 38′ 3″ O  | Lahn 2, Großsteingrab | Fast vollständig zerstört. Der Grabhügel hatte eine ursprüngliche Größe von 35 × 18 m und war in Ost-West Richtung orientiert. Nur noch eine kleine Mulde erhalten, in der noch drei Steine des Grabes sichtbar sind. | 28961815 | Weitere Bilder |
| 52° 49′ 38″ N, 7° 38′ 28″ O | Lahn 3, Großsteingrab | Ernst Sprockhoff beschreibt in seinem Atlas zur Megalithkultur Deutschlands aus dem Jahre 1975 das Großsteingrab wie folgt: „Stark beschädigte, indessen immer noch stattlichen Steinkammer in Richtung Nordost-Südwest in einem länglichen Hügel. Von den sechs vorhandenen Trägern der nördlichen Langseite sind zwei in situ erhalten. Auf der gegenüberliegenden südlichen Langseite scheint von acht vorhandenen Trägern nur noch einer in alter Stellung zu stehen. Der Tragstein der östlichen Schmalseite ist vorhanden, er ist jedoch umgefallen. Sein Gegenüber fehlt. Vier Decksteine und das Bruchstück eines weiteren liegen in der Kammer. Die innere Weite der Kammer wird überschlägig mit 17,5 m × 1,6 m anzunehmen sein.“ Die Anlage entspricht auch heute noch dieser Beschreibung.                                                                                        | 28961816 | Weitere Bilder |
| 52° 48′ 3″ N, 7° 34′ 43″ O  | Lahn 4, Großsteingrab | Ernst Sprockhoff beschreibt in seinem Atlas zur Megalithkultur Deutschlands aus dem Jahre 1975 das Großsteingrab wie folgt: „Stark zerstörte Steinkammer in ungefährer Ost-West-Richtung. Von einer Umfassung ist nichts mehr zu bemerken. Vorhanden ist ein 14 m langer, 12 m breiter und 1 m hoher Hügel, in dessen Mitte die Reste der zerstörten Kammer liegen. In situ stehen der westliche Abschlußstein und zwei Tragsteine der südlichen Langseite. Der Träger der östlichen Schmalseite ist nach außen umgefallen, mehrere andere Tragsteine sind teils umgefallen oder verschleppt und zerklopft. Drei von ursprünglich vier Decksteinen sind vorhanden, jedoch in die Kammer gesunken. Die lichte Weite der Kammer mag 6 m × 1,5 m betragen haben.“ Nach E. Schlicht umfasst die lichte Weite 5,5 m × 1,6 m bis 1,8 m." Die Anlage entspricht auch heute noch dieser Beschreibung. | 28961817 | Weitere Bilder |
| 52° 48′ 2″ N, 7° 35′ 7″ O   | Lahn 5, Großsteingrab | Ernst Sprockhoff beschreibt in seinem Atlas zur Megalithkultur Deutschlands aus dem Jahre 1975 das Großsteingrab wie folgt: „Verhältnismäßig gut erhaltene Steinkammer, Nord-Süd gelegen. Es handelt sich um eine aus drei Jochen bestehende Kammer, deren vorhandene acht Tragsteine bis auf einen in situ stehen. Ebenfalls liegen zwei Decksteine, einer im Norden, der andere im Süden, in alter Stellung auf. Es fehlen ein Deckstein und der mittlere Träger der westlichen Langwand. An der südlichen Schmalseite ist eine Lücke. Ein etwas abseits liegender Stein könnte der fehlende Träger der Kammer sein.“ Die Anlage entspricht auch heute noch dieser Beschreibung. | 28961818 | Weitere Bilder |
| 52° 48′ 34″ N, 7° 34′ 17″ O | Lahn 6, Grabhügel     | Durchmesser ca. 13 m und Höhe ca. 0,8 m. Ungleichmäßig, durch starke Tiergänge und Grabung gestörter Gesamteindruck. | 28961820 | BW             |
| 52° 49′ 30″ N, 7° 37′ 42″ O | Lahn 7, Grabhügel     | Durchmesser ca. 12 m und Höhe ca. 0,7 m. Fast rund, flach, im Südbereich stärker auslaufend. | 28961823 | BW             |
| 52° 49′ 6″ N, 7° 35′ 11″ O  | Lahn 8, Grabhügel     | Durchmesser ca. 18 m und Höhe ca. 1,4 m. Rund, abgeflachte Kuppe. | 28961695 | BW             |
| 52° 48′ 33″ N, 7° 34′ 26″ O | Lahn 10, Grabhügel    | Durchmesser ca. 13 m und Höhe ca. 0,8 m. Unregelmäßig, im Zentrum starke Mulden und grabenartige Störungen. | 28961939 | BW             |
| 52° 48′ 10″ N, 7° 35′ 25″ O | Lahn 11, Grabhügel    | Durchmesser ca. 15 m und Höhe ca. 1,3 m. Rund. | 28961940 | BW             |
| 52° 48′ 3″ N, 7° 35′ 17″ O  | Lahn 15, Landwehr     | Wallanlage aus mehreren Teilstücken. Annähernd, unregelmäßige rechteckige Form, die an drei Seiten (Norden, Osten, Süden) geschlossen und nur im Westen geöffnet ist. Ein Wallstück bildet einen Ausläufer nach Nordosten. Die ungewöhnliche Form und Gliederung des Objektes lassen vermuten, dass es sich um eine mehrperiodige Anlage mit unterschiedlichen Bauphasen und evtl. sogar wechselnden Funktionen handeln könnte. Es dürfte sich u.a. um die Sperre eines Weges gehandelt haben, der über die Lahner Heide und das Hüvener Feld (parallel zur heutigen Kreisstraße) verlief und im Bereich der Anlage eine Engstelle zwischen Witte-Moor (im SO) und Lahner Dose (im NW) überquerte. | 28961941 | BW             |
| 52° 48′ 12″ N, 7° 35′ 27″ O | Lahn 20, Grabhügel    | Durchmesser ca. 10 m und Höhe ca. 0,7 m. Durch starke Pflanzungsfurchen tiefgründig gestört. | 28961942 | BW             |

## Vrees
| Lage                        | Bezeichnung            | Beschreibung | ID       | Bild           |
| --------------------------- | ---------------------- | --- | -------- | -------------- |
| 52° 54′ 33″ N, 7° 45′ 42″ O | Vrees 1, Großsteingrab | Die Plingenberger Steine, ist das letzte erhaltene Großsteingrab in Vrees. Alle anderen wurden für Kirchenbaumaßnahmen zerstört. Von diesem Grab sind noch sechs Tragsteine und zwei Decksteine, sowie ein Decksteinbruchstück erhalten. Von dem ehemaligen Steinkranz ist nur noch ein Stein überliefert. | 28967197 | Weitere Bilder |

## Werlte
| Lage                        | Bezeichnung             | Beschreibung | ID       | Bild           |
| --------------------------- | ----------------------- | --- | -------- | -------------- |
| 52° 52′ 47″ N, 7° 40′ 57″ O | Werlte 1, Großsteingrab | Ernst Sprockhoff beschreibt in seinem Atlas zur Megalithkultur Deutschlands aus dem Jahre 1975 das Großsteingrab wie folgt: „Sehr lange, ziemlich gut erhaltene Kammer mit 14 zumeist noch aufliegenden Decksteinen, jedoch nicht mehr vollständig, da mehrere Tragsteine und Decksteine fehlen oder zersprengt worden sind. Von einer Einfassung befinden sich noch 5 Steine in situ. Die Richtung dieser sehr langen Kammer ist nahezu Ost-West. Eingang in der Mitte der südlichen Langseite. Es sind von ihm zwei Träger in situ erhalten, die gleichzeitig zu der in Resten vorhandenen, ehemals wohl ovalen Umfassung gehören. Zwei Tragsteine der südlichen Langseite sind durch aufgelegte Gerölle erhöht worden. Die lichte Weite der Kammer beträgt 27,5 m × 1,5 m bis 2 m. Der ursprünglich vorhandene Hügel ist kaum noch erkennbar. Das Grab umgibt ein rezenter Wall mit Graben.“ Die Anlage entspricht auch heute noch dieser Beschreibung. | 28967204 | Weitere Bilder |

### Bockholte
| Lage                        | Bezeichnung             | Beschreibung | ID       | Bild |
| --------------------------- | ----------------------- | --- | -------- | ---- |
| 52° 52′ 59″ N, 7° 43′ 56″ O | Bockholte 8, Grabhügel  | Durchmesser ca. 13 m und Höhe ca. 0,7 m. Rund, abgeflacht. | 28967199 | BW   |
| 52° 52′ 57″ N, 7° 43′ 57″ O | Bockholte 9, Grabhügel  | Durchmesser ca. 12 m und Höhe ca. 0,6 m. Rund, abgeflacht, auslaufend.                                                                                           | 28967200 | BW   |
| 52° 52′ 58″ N, 7° 43′ 55″ O | Bockholte 10, Grabhügel | Durchmesser ca. 15 m und Höhe ca. 0,7 m. Rund, abgeflacht, auslaufend, schwache Pflanzungsfurchen sichtbar, an Südseite im Fußbereich von Waldweg angeschnitten. | 28967201 | BW   |

### Ostenwalde
| Lage                        | Bezeichnung                 | Beschreibung | ID       | Bild           |
| --------------------------- | --------------------------- | --- | -------- | -------------- |
| 52° 50′ 14″ N, 7° 35′ 24″ O | Ostenwalde 1, Großsteingrab | Ernst Sprockhoff beschreibt das Großsteingrab in seinem „Atlas der Megalithgräber Deutschlands“ wie folgt: „Gut erhaltene Steinkammer, etwa Ost-West gerichtet. Die Träger, je sechs an den Langseiten, und die beiden Schmalseitenträger stehen in situ, bis auf den zweiten Tragstein der Südwand, von Osten gezählt, der nach innen geneigt ist. Der westliche Deckstein liegt in situ auf. Die übrigen Decksteine bzw. ihre Sprengstücke liegen in der Kammer. Eingang, Umfassung und Hügel konnten nicht festgestellt werden. Um das Grab ist rezent ein rechteckiger Wall als Einhegung aufgeworfen. Die einwandfrei mögliche Rekonstruktion nimmt fünf Decksteine an. Die lichte Weite der Kammer beträgt 8,5 m × 1,8 m.“ | 28967202 | BW             |
| 52° 50′ 17″ N, 7° 35′ 15″ O | Ostenwalde 2, Großsteingrab | E. Sprockhoff beschreibt das Großsteingrab, in seinem „Atlas der Megalithgräber Deutschlands“ aus dem Jahre 1975 wie folgt: „Steinkammer in ungefähr ostwestlicher Lage. In situ stehen die Träger der Schmalseiten und je ein mittlerer Tragstein der beiden Langseiten. Vier weitere Träger sind in die Kammer gefallen, desgleichen der einzige vorhandene Deckstein. Von einem Gange und einer Umfassung sind keine Reste zu erblicken, auch von einem Hügel keine Spur mehr. Der Befund erlaubt die Rekonstruktion einer Kammer aus vier Jochen von 5,7 m : 1,8 m lichter Weite.“ Das Grab entspricht weitestgehend auch heute noch dieser Beschreibung.                                                                    | 28967203 | Weitere Bilder |